# Španělská fotbalová reprezentace do 20 let
Španělská fotbalová reprezentace do 20 let reprezentuje Španělsko na mezinárodních turnajích, jako je Mistrovství světa ve fotbale hráčů do 20 let.

## Mistrovství světa
| Rok    | Účast                                            | Soupisky |
| ------ | ------------------------------------------------ | -------- |
| 1977   | nepostoupili ze skupiny                          |          |
| 1979   | Vyřazení ve čtvrtfinále Polskem                  |          |
| 1981   | nepostoupili ze skupiny                          |          |
| 1983   | nekvalifikovali se                               |          |
| 1985   | Stříbrná medaile                                 |          |
| 1987   | nekvalifikovali se                               |          |
| 1989   | nepostoupili ze skupiny                          |          |
| 1991   | Vyřazení ve čtvrtfinále SSSR                     |          |
| 1993   | nekvalifikovali se                               |          |
| 1995   | Vyřazení ve semifinále Argentinou                |          |
| 1997   | Vyřazení ve čtvrtfinále Irskem                   |          |
| 1999   | Zlatá medaile                                    |          |
| 2001   | nekvalifikovali se                               |          |
| 2003   | Stříbrná medaile                                 |          |
| 2005   | Vyřazení ve čtvrtfinále Argentinou               |          |
| 2007   | Vyřazení ve čtvrtfinále Českou republikou        |          |
| 2009   | Vyřazení ve osmifinále Itálií                    |          |
| 2011   | Vyřazení ve čtvrtfinále Brazílií                 |          |
| 2013   | Vyřazení ve čtvrtfinále Uruguayí                 |          |
| 2015   |                                                  |          |
| 2017   |                                                  |          |
| 2019   |                                                  |          |
| 2021   |                                                  |          |
| Celkem | účast – 15× zlato – 1×, stříbro – 2×, bronz – 0× |          |